# Keč

Plachetnice typu keč (ketch)

Keč (ketch; кеч, кэч) je typ dvojstěžňové plachetnice, kde zadní stěžeň je kratší než přední stěžeň.
Tento typ plavidla sloužil ve vodách Baltského a Severního moře jako dopravní a rybářská loď. Odtud též historický název ketch (catch – chytat). V 17. a 18. století byly keče používány jako malé válečné lodě, než byly vytlačeny brigami.